# Curt Hennig
« Mr. Perfect » redirige ici. Pour les autres significations, voir Mr. Perfect (homonymie).
Pour les articles homonymes, voir Hennig.
Curtis Michael Hennig, plus connu sous le nom de Mr. Perfect, est un catcheur (lutteur professionnel) américain né le 28 mars 1958 à Robbinsdale et mort le 10 février 2003 à Tampa. 
Il est le fils du catcheur Larry Hennig et se lance dans le catch au début des années 1980. 
Il s'est fait connaitre dans le territoire de la National Wrestling Alliance de l'Oregon puis à l'American Wrestling Association (AWA) où il devient champion du monde par équipes de l'AWA avec Scott Hall avant d'être champion du monde poids lourd de l'AWA. Il part ensuite à la World Wrestling Federation (WWF) où il adopte le nom de ring de Mr Perfect et remporte à deux reprises champion intercontinental de la WWF. Il rejoint la World Championship Wrestling (WCW) en 1997 où il a été membre des Four Horsemen et a remporté le championnat poids-lourds des États-Unis ainsi que le championnat du monde par équipe de la WCW avec Barry Windham. Il est revenu à la WWF brièvement au début de l’année 2002 et est renvoyé à la suite d'une altercation avec Brock Lesnar en mai, il travaille ensuite pour la Total Nonstop Action Wrestling. Il est retrouvé mort à Tampa le 10 février 2003 des suites d'une overdose de cocaïne.
Après sa mort, il entre au WWE Hall of Fame en 2007 puis au Professional Wrestling Hall of Fame en 2015.

## Jeunesse

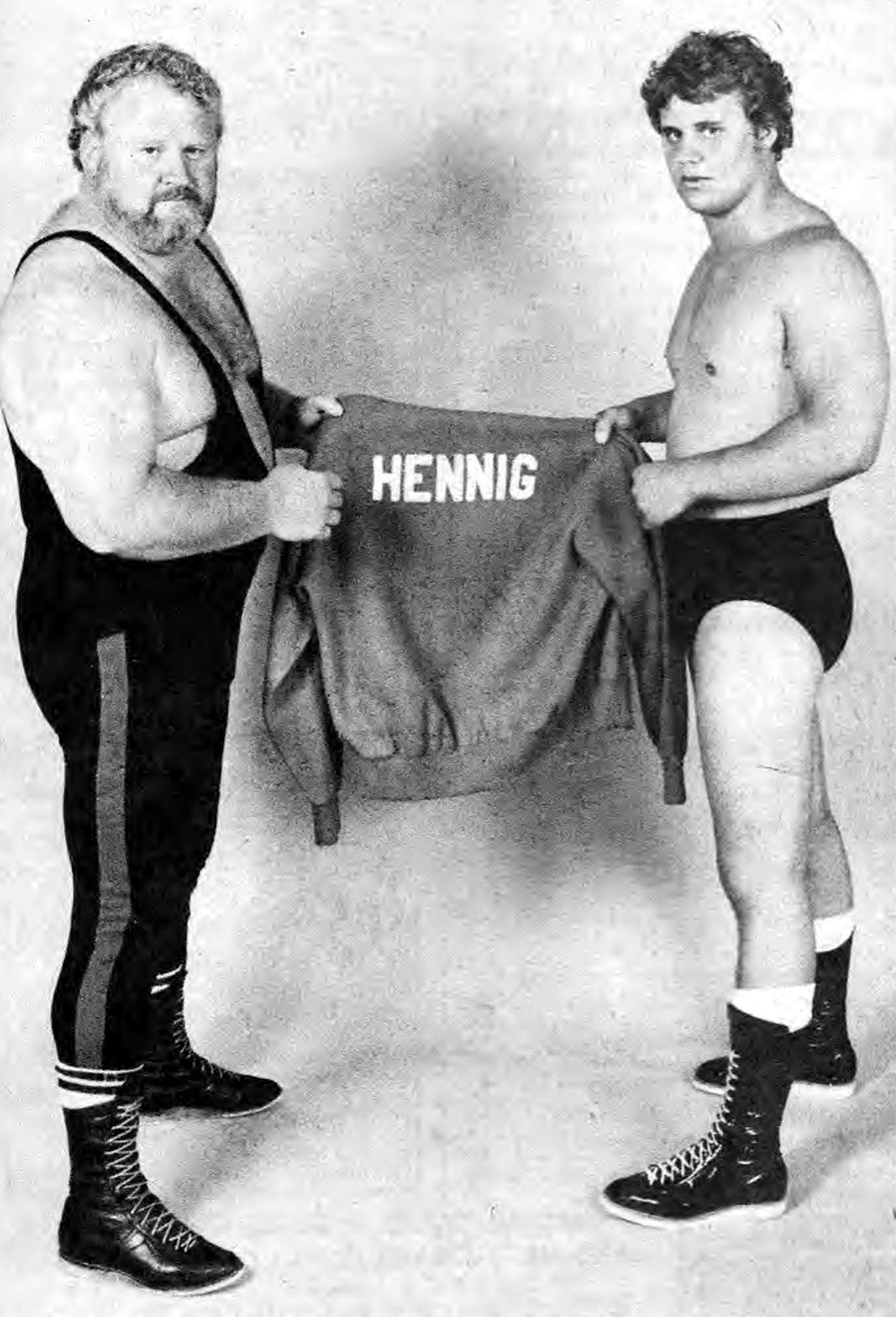
Larry and Curt Hennig.

Curt Hennig est le fils de Larry Hennig, un célèbre catcheur connu pour son travail à l'American Wrestling Association (AWA). Son père l’emmène avec lui dès l'âge de six ans. Adolescent, il joue au football américain et intègre l'équipe de l'université du Minnesota. Il se blesse gravement au genou et pour se rééduquer rejoint l'école de catch de Verne Gagne, le promoteur de l'AWA.

## Carrière de catcheur

### Débuts (1980-1984)
Hennig commence sa carrière dans le Minnesota à American Wrestling Association (AWA)
Alors qu'il travaille à l'AWA, Vincent McMahon, Sr. le contacte pour travailler à la World Wrestling Federation. Son unique fait notable durant ce premier passage est sa défaite face à Mr. Fuji le 21 septembre 1981.
En 1982, il lutte à la National Wrestling Alliance (NWA) Pacific Northwest dans l'Oregon et y devient une des vedettes durant son passage. Il y est d'abord champion par équipes de la NWA Pacific Northwest avec son père Larry du 27 avril au 1er mai 1982,. Il est ensuite champion poids lourd de la NWA Pacific Northwest du 10 mai 1983 au 7 septembre,. Il est à nouveau champion par équipes de la NWA Pacific Northwest à deux reprises : d'abord avec Buddy Rose du 5 au 12 novembre  puis avec Pat McGhee du 23 décembre au 11 février 1984,,.

### American Wrestling Association (1984-1988)

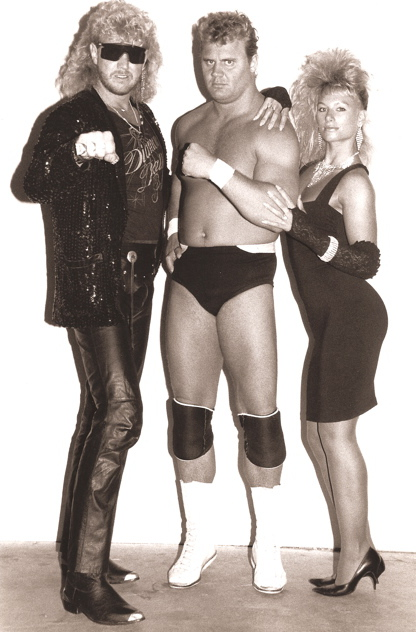
Diamond Dallas Page, Curt Hennig et une des Diamond Dolls en 1988.

Hennig retourne à l'American Wrestling Association (AWA) en 1984. Il fait équipe avec son père Larry avec qui il affronte à plusieurs reprises les Road Warriors (Hawk et Animal) qui sont alors les champions du monde par équipe de l'AWA en 1985.
Quand son père arrête sa carrière, il s'allie avec Scott Hall. Ils remportent le championnat du monde par équipe le 18 janvier 1986 après leur victoire face à Jimmy Garvin et Steven Regal,. Ils perdent ce titre le 17 mai face à Buddy Rose et Doug Sommers. Hall quitte l'AWA quelques semaines plus tard.Hennig devient alors le rival de Nick Bockwinkel qui est alors champion du monde poids lourd de l'AWA.
Hennig parvient à mettre fin au règne de Bockwinkel le 2 mai 1987 au cours de SuperClash II. Au cours de ce combat, Larry Zbyszko intervient en faveur d'Hennig en fin de match. De ce fait, on lui retire le titre avant de revenir sur cette décision. Il devient alors un heel et intègre le clan Diamond Exchange dirigé par le manager Diamond Dallas Page (DDP),. Au cours de cette période ce n'est pas DDP qui l'accompagne lors de ses matchs mais la championne du monde féminine de l'AWA Madusa Miceli qui est elle aussi membre de Diamond Exchange. Il perd son titre de champion du monde poids lourd le 9 mai 1988 face à Jerry Lawler dans un Career vs. Title match. Hennig quitte l'AWA quelques mois plus tard.

### Retour à la World Wrestling Federation (1988-1996)
Après son départ de l'American Wrestling Association, Hennig rejoint la World Wrestling Federation (WWF). C'est au cours d'une conversation avec Vince McMahon sur son futur gimmick qu'ils décident de faire de lui Mr Perfect. Hennig se vante d'être le meilleur dans tout ce qu'il entreprend, son personnage Mr Perfect va être comme lui. La WWF enregistre alors diverses vidéos où on voit réaliser à la perfection des exploits sportifs devant des sportifs professionnel.
Afin de rendre son personnage crédible, Mr Perfect reste invaincu en 1988. Sa série de victoires continue en 1989 où il bat notamment le Blue Blazer le 2 avril au cours de WrestleMania V. Le 7 octobre, The Genius (en) fait l'éloge de Mr Perfect et ce dernier provoque Hulk Hogan qui est alors le champion du monde poids lourd de la WWF.
Il perdait la ceinture face à The Texas Tornado au SummerSlam 1990. Il récupérait le titre en novembre grâce à l'intervention de Ted DiBiase et le portait jusqu'en août 1991, perdant le titre au profit de Bret Hart au SummerSlam. Hennig se battait contre une blessure à son dos à partir de la majeure partie de cette période, et pendant cette convalescence il devenait le "consultant exécutif" de Ric Flair pendant les deux règnes de Flair en tant que WWF Champion. Il était un consultant sur WWF Superstars of Wrestling pour la majeure partie de 1992, en tant que partenaire heel du commentateur Vince McMahon. Mr. Perfect bientôt se séparait avec Flair et Heenan (le « conseiller financier » de Flair) après que Randy Savage demanda à Perfect d'être son partenaire face à Flair et Razor Ramon aux Survivor Series 1992. Après avoir rigolé à la suite de la demande de Savage, Hennig refusait. Dans un des segments les plus classique de Prime Time wrestling, Heenan montrant sa fierté, disait à Hennig qu'il n'était plus capable de catcher à ce niveau et ordonnait à Hennig qu'il suive les ordres et fasse ce qu'on lui dise. Heenan frappait ensuite Hennig en pleine face. Hennig furieux, répondait en attrapant Heenan par son col et lui jetant de l'eau sur la tête.  Hennig annonçait ensuite qu'il acceptait la proposition de Savage d'être son partenaire. Hennig retournait sur le ring aux Survivor Series et lui et Savage remportaient le match par disqualification. Perfect éliminait plus tard Flair du Royal Rumble 1993 et battait Flair la nuit suivante à RAW dans un "Loser Leaves The WWF Match".
Hennig était en compétition active à la WWF jusqu'à fin 1993. Il affrontait Lex Luger à WrestleMania IX et perdait le match, seulement pour poursuivre Luger dans les vestiaires pour finir attaqué par derrière par Shawn Michaels. Cette rivalité menait à un match pour le titre Intercontinental au SummerSlam 1993, que Hennig perdait par décompte à l'extérieur à la suite de l'intervention de Diesel. Selon WWE magazine, Hennig est responsable du fameux surnom de Michaels, "The Heartbreak Kid".
A WrestleMania X, Hennig est un arbitre spécial pour le match comptant pour le titre entre Lex Luger et Yokozuna. Hennig devait avoir une nouvelle rivalité avec Luger après WrestleMania, mais les plans ont été changés. Il revenait en 1995 en tant que commentateur consultant aux Survivor Series et servait de manager/mentor pour Hunter Hearst Helmsley en 1996 après avoir trahi "Wildman" Marc Mero. Le week-end suivant, Jerry Lawler annonçait qu'il remplaçait Hennig sur WWF Superstars, pour son retour en tant que commentateur sur le show avec McMahon, mais cette fois avec Jim Ross en plus. Plus tard en 1996, McMahon partait et Ross devenait ainsi le commentateur principal. Hennig devait à l'origine faire son retour sur le ring face à Helmsley mais était apparemment blessé par Helmsley dans les coulisses.  Mais c'était une ruse pour que Mero défende son titre. Après que HHH remportait le titre Intercontinental de Mero, il faisait disposer Hennig qui peu de temps après quittait la fédération.

### World Championship Wrestling (1997-2000)
Hennig signait avec la WCW en 1997, alors que les deux factions des Four Horsemen et de la nWo essayait de le recruter.  Hennig faisait son début officiel à la WCW au Bash at the Beach 97 en tant que partenaire mystère de Diamond Dallas Page. Hennig finissait par trahir Page, leur coûtant ainsi le match. Après avoir rivalisé avec Diamond Dallas Page pendant un mois, il rejoignait les Four Horsemen, prenant la place du retraité Arn Anderson, avec Anderson implorant Hennig qu'il prenait "sa place" dans la parodie des Horsemen par la nWo réalisée la semaine suivante, et qui menait à un WarGames match. À Fall Brawl, Hennig était pris à partie par la nWo dans les vestiaires et venait sur le ring à la moitié du match avec un bras bandé. C'était en fait un coup monté, Hennig trahissait les Horsemen et rejoignait la nWo, menottant les autres Horsemen à la cage et en jetant ensuite la porte de la cage sur la tête de Ric Flair, affirmant par la suite qu'il avait « détruit le Horseman » et comme une autre claque pour Flair, affirmait être « le catcheur qui a rendu le Minnesota célèbre ». Deux mois après il rejoignait le nWo, avec son ami d'enfance Rick Rude. Hennig remportait le titre américain de Steve McMichael en septembre 1997 avant de le perdre face à Diamond Dallas Page en décembre de cette année lors de Starrcade.
Il souffrait d'une blessure au genou pendant la majeure partie de l'année 1998. Quand la nWo se séparait en deux factions différentes, la Wolfpac (rouge et noir) et nWo Hollywood (noir et blanc), Hennig et Rude rejoignaient la Wolfpac. Les deux n'étaient pas spécialement dans l'esprit de la Wolfpac qui était une faction favorite des fans, plus particulièrement quand Rick Rude prenait le micro et disait aux fans de se la fermer. Hennig ne pouvait pas affronter Bill Goldberg au Great American Bash du mois de juin, et demandait à son "pote" Konnan de le remplacer. Konnan perdait le match, et par la suite Hennig et Rude l'attaquait. La nuit suivante à WCW Monday Nitro, Curt Hennig et Rick Rude rejoignaient la nWo Hollywood. Malgré sa blessure il affrontait le WCW World Champion Goldberg deux fois (perdant les deux matchs), le premier match étant la première défense du titre de Goldberg à l'occasion du Bash at the Beach. En septembre, Hennig était retiré des programmes TV de la WCW à cause de sa blessure. Il retournait à Starrcade 1998 pour aider Eric Bischoff en battant Ric Flair.
En 1999, il rejoignait la nWo Black and White et faisait équipe avec Barry Windham. Hennig et Windham perdaient contre Ric Flair et son fils David à Souled Out 1999 à la suite d'une intervention de Arn Anderson. Après le match, le reste de la nWo se rammenait et humiliait Flair en le menotant sur le ring, et en le forçant à regarder son fils David se faire botter les fesses par Hollywood Hogan. Peu de temps après, Hennig était attaqué par la nWo et jetté en dehors du groupe pour aucune raison apparente sinon que Scott Hall disait que "il est temps d'enlever le gras". Hennig allait remporter les titres par équipe avec Barry Windham. Trois mois plus tard, il devenait le meneur de la West Texas Rednecks avec Barry, le frère de Barry Kendall Windham et Bobby Duncum, Jr.. Ils devaient être heels et avoir une rivalité avec le No Limit Soldiers du rappeur Master P, mais les fans sudistes de la WCW les encourageaient et la storyline finissait par être abandonnée. Les Rednecks enregistraient aussi une chanson de country intitulée "Rap Is Crap". Après la dissolution des Rednecks, Hennig rivalisait avec Harlem Heat et Shawn Stasiak. Pendant cette rivalité, Stasiak s'auto proclamait "Perfectshawn" Stasiak, ce qui était une référence à la gimmick de "Mr. Perfect". Après que Stasiak remportait la rivalité, Hennig commençait à entraîner brièvement Stasiak avant de quitter la WCW après que son contrat a expiré à l'été 2000.

### X Wrestling Federation (2000-2002)
Il était l'une des plus grosses star de la XWF où il fit un bref passage.

### World Wrestling Federation (2002)
Mr. Perfect retournait à la WWF en 2002 en participant au Royal Rumble, et fut même dans les trois derniers avant de se faire éliminer par Triple H. Il eut ensuite de courtes rivalités avec Steve Austin et Rob Van Dam avant de faire équipe avec Shawn Stasiak dans des house shows en mars 2002 et avril 2002 et à la télévision avec The Big Boss Man. Il fut renvoyé de la fédération le 5 mai 2002 après avoir été intoxiqué et s'être battu avec Brock Lesnar lors d'un retour en avion du Royaume-Uni.

### Total Nonstop Action Wrestling/All Star Wrestling (2003)
Après avoir été licencié par la WWF, il travaillait pour la TNA et la All Star Wrestling de Jimmy Hart.
À la TNA il eut une courte rivalité avec Jeff Jarrett pour le titre de la fédération.

## Décès et héritage
Le 10 février 2003, Hennig est retrouvé mort dans une chambre d'hôtel en Floride, alors qu'il avait un match de prévu. Les autorités médicales et de police ont déclaré que l'intoxication à la cocaïne était la principale cause de son décès. Son père affirme qu'une combinaison fatale de stéroïdes et d'analgésiques ont contribué à sa mort.
La femme de Hennig, Leonice, a signé un contrat de Légende WWE Legends pour son mari.
En février 2007, la WWE confirma qu'elle allait produire un double DVD au sujet d'Hennig intitulé "The Life and Times of Mr. Perfect". Wade Boggs, qui est apparu dans une célèbre promo avec Hennig, l'introduisait dans le WWE Hall of Fame le 31 mars 2007. Sa femme, ses quatre enfants et ses parents ont accepté de recevoir le prix pour lui.
Il y a une chanson au sujet de "Mr. Perfect" réalisée par Macho Man Randy Savage appelée My Perfect Friend.
Le fils de Curt, Joe, poursuit une carrière dans le catch comme son père et son grand-père sous le nom de Curtis Axel. À la WWE, sa musique d’entrée était un remix de celle de son père et il a été 1 fois WWE Intercontinental Champion, titre qu'il a remporté lors de Payback (2013) le jour de la fête des pères pour lui rendre hommage. En pleine coupes budgétaires, la WWE annonce le licenciement de Curtis Axel le 30 avril 2020.

## Palmarès
- American Wrestling Association
  - 1 fois champion du monde poids-lourds de la AWA
  - 1 fois champion du monde par équipes de la AWA avec Scott Hall

- Future of Wrestling
  - 1 fois Champion Poids-Lourds de la FOW

- i-Generation Superstars of Wrestling
  - 2 fois Champion Poids-Lourds de la i-Generation

- Main Event Championship Wrestling
  - 1 fois Champion Poids-Lourds de la MECW

- National Wrestling Alliance
  - 1 fois NWA Pacific Northwest Heavyweight Champion
  - 2 fois NWA Pacific Northwest Tag Team Champion avec Larry Hennig et Buddy Rose

- World Championship Wrestling
  - 4 fois Champion des États-Unis de la WCW
  - 2 fois Champion du Monde par équipes de la WCW avec Barry Windham

- World Wrestling Council
  - 1 fois Champion Poids-Lourds Universel de la WWC

- World Wrestling Federation/Entertainment
  - 2 fois WWF Intercontinental Heavyweight Champion
  - Hall of Famer de la WWE depuis 2007

## Récompenses des magazines
- Pro Wrestling Illustrated
  - PWI Most Improved Wrestler Award (1987)

| Année | 1991 | 1992 | 1993 | 1994 à 1997 | 1998 | 1999 | 2000 à 2001 | 2002 |
| ----- | ---- | ---- | ---- | ----------- | ---- | ---- | ----------- | ---- |
| Rang  | 13   | 28   | 9    | Non classé  | 97   | 71   | Non classé  | 208  |

- Wrestling Observer Newsletter
  - 1983 Most Improved Wrestler